# Myrica dentulata
Myrica dentulata là một loài thực vật có hoa trong họ Myricaceae. Loài này được Baill. mô tả khoa học đầu tiên năm 1895.